# Vignieu
Vignieu é uma comuna francesa na região administrativa de Auvérnia-Ródano-Alpes, no departamento de Isère. Estende-se por uma área de 9,4 km². Em 2010 a comuna tinha 1 082 habitantes (densidade: 115,1 hab./km²).